# Superleague Ellada (2017/2018)
Super League 2017/2018 (znana jako Super League Sourotis ze względów sponsorskich) była 82. edycją najwyższej klasy rozgrywkowej piłki nożnej w Grecji.
Brało w niej udział 16 drużyn, które w okresie od 19 sierpnia 2017 do 7 maja 2018 rozegrały 30 kolejek meczów. Obrońcą tytułu była drużyna Olympiakos SFP. Mistrzostwo po raz dwunasty w historii zdobyła drużyna AEK Ateny.

## Drużyny
| Uczestnicy poprzedniej edycji | Uczestnicy poprzedniej edycji | Uczestnicy poprzedniej edycji | Uczestnicy poprzedniej edycji |
| --- | ----------------------------- | ----------------------------- | ----------------------------- |
| OLY | Olympiakos SFP                | Pireus                        | 1                             |
| AEK | AEK Ateny                     | Ateny                         | 2                             |
| PAO | Panathinaikos AO              | Ateny                         | 3                             |
| PAS | PAOK FC                       | Saloniki                      | 4                             |
| PNN | Panionios GSS                 | Nea Smirni                    | 5                             |
| XAN | AO Ksanti                     | Ksanti                        | 6                             |
| PLA | FC Platanias                  | Platanias                     | 7                             |
| ATR | PAE Atromitos                 | Ateny                         | 8                             |
| GIA | PAS Janina                    | Janina                        | 9                             |
| KER | AO Kerkira                    | Korfu                         | 10                            |
| PNT | Panetolikos                   | Agrinio                       | 11                            |
| AST | Asteras Tripolis              | Tripoli                       | 12                            |
| LAR | AE Larisa                     | Larisa                        | 13                            |
| LEV | APO Lewadiakos                | Liwadia                       | 14                            |
| Awans z Football League |                               |                               |                               |
| APS | Apollon Smyrnis               | Ateny                         | 1                             |
| LAM | PAS Lamia 1964                | Lamia                         | 2                             |
| Oznaczenia: - kolumna pierwsza – skróty nazw drużyn, - kolumna trzecia – siedziba klubu, - kolumna czwarta – miejsce zajęte w poprzednim sezonie. |                               |                               |                               |

## Tabela
| Lp. | Drużyna          | M  | Z  | R  | P  | B+ | B– | +/– | Pkt | Kwalifikacja lub spadek                       |
| --- | ---------------- | -- | -- | -- | -- | -- | -- | --- | --- | --------------------------------------------- |
| 1   | AEK Ateny (M)    | 30 | 21 | 7  | 2  | 50 | 12 | +38 | 70  | Liga Mistrzów UEFA • III runda kwalifikacyjna |
| 2   | PAOK (P)         | 30 | 21 | 4  | 5  | 59 | 19 | +40 | 64  | Liga Mistrzów UEFA • II runda kwalifikacyjna  |
| 3   | Olympiakos       | 30 | 18 | 6  | 6  | 63 | 28 | +35 | 57  | Liga Europy UEFA • III runda kwalifikacyjna   |
| 4   | Atromitos        | 30 | 15 | 11 | 4  | 43 | 21 | +22 | 56  | Liga Europy UEFA • II runda kwalifikacyjna    |
| 5   | Asteras Tripolis | 30 | 12 | 9  | 9  | 39 | 24 | +15 | 45  | Liga Europy UEFA • II runda kwalifikacyjna    |
| 6   | Ksanti           | 30 | 12 | 9  | 9  | 31 | 30 | +1  | 45  |                                               |
| 7   | Panionios        | 30 | 10 | 10 | 10 | 32 | 31 | +1  | 40  |                                               |
| 8   | Panetolikos      | 30 | 9  | 8  | 13 | 31 | 40 | −9  | 35  |                                               |
| 9   | Janina           | 30 | 7  | 13 | 10 | 31 | 34 | −3  | 34  |                                               |
| 10  | Levadiakos       | 30 | 8  | 10 | 12 | 23 | 34 | −11 | 34  |                                               |
| 11  | Panathinaikos    | 30 | 10 | 10 | 10 | 30 | 30 | 0   | 32  |                                               |
| 12  | AE Larisa        | 30 | 7  | 10 | 13 | 22 | 41 | −19 | 31  |                                               |
| 13  | Lamia            | 30 | 6  | 12 | 12 | 20 | 34 | −14 | 30  |                                               |
| 14  | Apollon Smyrnis  | 30 | 6  | 11 | 13 | 23 | 36 | −13 | 29  |                                               |
| 15  | Kerkyra (S)      | 30 | 4  | 10 | 16 | 19 | 51 | −32 | 22  | spadek do Football League                     |
| 16  | Platanias (S)    | 30 | 2  | 4  | 24 | 14 | 65 | −51 | 10  | spadek do Football League                     |

1. ↑  29 marca PAOK zostały odjęte trzy punkty w związku z incydentami, które miały miejsce w czasie spotkania z AEK Ateny w dniu 14 marca 2018, a zwłaszcza wejściem na boisko pod koniec meczu prezesa PAOK Ivana Savvidisa, uzbrojonego w pistolet[2][3].
2. ↑  Olympiakos odjęto trzy punkty za zachowanie kibiców podczas meczu z AEK Ateny, który odbył się 4 lutego 2018[4].
3. 1 2  Wyższa różnica bramek: Asteras Tripolis +15, Ksanti +1.
4. 1 2  Wyższa różnica bramek: Janina -3, Levadiakos -11.
5. ↑  Panathinaikos przed rozpoczęciem sezonu odjęto dwa punkty za zachowanie kibiców podczas meczu w poprzednim sezonie z PAOK[5].
11 kwietnia 2018 klub otrzymał trzy dodatkowe punkty karne z powodów finansowych, w tym za opóźnienia w płatnościach dla niektórych zawodników[6]. Z tych samych powodów 23 kwietnia odjęto mu kolejne trzy punkty[7][8][9].

## Wyniki
| Gospodarz \ Gość | AEK | AEL | APS | AST | ATR | KER | LAM | LEV | OLY | PAO | PNE | PGSS | PAOK | PAS | PLA | XAN |
| ---------------- | --- | --- | --- | --- | --- | --- | --- | --- | --- | --- | --- | ---- | ---- | --- | --- | --- |
| AEK Ateny        |     | 4–0 | 0–0 | 1–0 | 0–1 | 3–1 | 2–0 | 2–0 | 3–2 | 3–0 | 2–0 | 1–0  | 1–0  | 3–1 | 3–0 | 4–0 |
| AE Larisa        | 0–0 |     | 1–0 | 1–1 | 0–0 | 0–0 | 1–1 | 1–0 | 0–3 | 0–1 | 4–2 | 0–0  | 1–1  | 1–1 | 1–0 | 1–0 |
| Apollon Smyrnis  | 0–1 | 3–0 |     | 1–3 | 0–3 | 0–0 | 1–1 | 1–1 | 1–0 | 0–0 | 2–1 | 1–1  | 0–0  | 4–3 | 0–1 | 2–0 |
| Asteras Tripolis | 2–0 | 3–1 | 2–1 |     | 0–1 | 4–0 | 1–3 | 2–0 | 1–1 | 1–0 | 0–0 | 0–1  | 3–2  | 1–2 | 4–0 | 1–1 |
| Atromitos        | 1–1 | 1–0 | 1–1 | 1–0 |     | 4–0 | 3–0 | 1–0 | 2–2 | 1–1 | 0–1 | 0–0  | 0–2  | 0–0 | 4–1 | 1–0 |
| Kerkyra          | 0–0 | 1–1 | 2–0 | 1–3 | 1–3 |     | 0–0 | 1–1 | 1–3 | 1–0 | 1–0 | 0–1  | 0–3  | 1–1 | 2–0 | 0–2 |
| Lamia            | 0–1 | 0–2 | 0–0 | 1–0 | 1–1 | 1–1 |     | 1–1 | 0–1 | 1–1 | 2–2 | 1–0  | 0–2  | 2–1 | 2–0 | 0–1 |
| Levadiakos       | 0–2 | 2–1 | 2–1 | 1–0 | 0–1 | 2–0 | 0–0 |     | 1–1 | 3–2 | 1–2 | 2–1  | 0–0  | 1–1 | 1–1 | 1–0 |
| Olympiakos       | 1–2 | 4–1 | 3–1 | 1–1 | 0–1 | 5–1 | 2–0 | 2–1 |     | 1–1 | 4–0 | 1–0  | 1–0  | 1–0 | 5–1 | 3–0 |
| Panathinaikos    | 1–1 | 2–1 | 1–0 | 1–1 | 1–0 | 4–0 | 2–0 | 0–0 | 1–0 |     | 0–0 | 0–1  | 0–3  | 2–0 | 2–0 | 1–2 |
| Panetolikos      | 1–4 | 3–1 | 1–1 | 0–2 | 2–2 | 1–0 | 1–0 | 0–1 | 1–4 | 2–0 |     | 1–1  | 0–1  | 1–0 | 3–0 | 1–3 |
| Panionios        | 0–1 | 4–1 | 2–0 | 0–0 | 2–2 | 3–1 | 1–0 | 2–0 | 3–4 | 0–3 | 1–1 |      | 2–2  | 0–1 | 2–1 | 0–0 |
| PAOK             | 0–3 | 3–0 | 3–0 | 2–0 | 2–1 | 3–1 | 4–0 | 5–0 | 0–3 | 4–0 | 1–0 | 3–1  |      | 1–0 | 3–0 | 2–1 |
| Janina           | 0–0 | 0–0 | 0–1 | 0–0 | 2–2 | 2–1 | 1–1 | 0–0 | 3–0 | 2–1 | 1–1 | 1–1  | 1–3  |     | 3–1 | 1–1 |
| Platanias        | 0–1 | 0–1 | 1–1 | 0–3 | 1–3 | 0–0 | 1–2 | 1–0 | 0–4 | 1–1 | 0–3 | 1–2  | 0–1  | 0–3 |     | 0–2 |
| Ksanti           | 1–1 | 1–0 | 2–0 | 0–0 | 0–2 | 1–1 | 0–0 | 2–1 | 1–1 | 1–1 | 1–0 | 2–0  | 0–3  | 3–0 | 3–2 |     |

1. ↑  Mecz 25. kolejki (11 mar) między PAOK a AEK Ateny został przerwany w 89. minucie po wydarzeniach, które nastąpiły po decyzji sędziego. Mecz został zweryfikowany jako walkower 3-0 dla AEK[2][3]. Wynik na boisku 0:0.
2. ↑  Mecz 23. kolejki (25 lut) między PAOK a Olympiakos został zweryfikowany jako walkower 3-0 Olympiakosu[4]. Mecz w ogóle się nie rozpoczął z powodu ranienia trenera Olympiakosu przedmiotem rzuconym podczas wejścia drużyn.

## Najlepsi strzelcy
| Bramki | Strzelcy            | Drużyna          |
| ------ | ------------------- | ---------------- |
| 19     | Aleksandar Prijović | PAOK             |
| 17     | Karim Ansarifard    | Olympiakos       |
| 14     | Pedro Conde         | Janina           |
| 12     | Michalis Manias     | Asteras Tripolis |
| 11     | Sergio Araujo       | AEK Ateny        |
| 11     | Erik Jendrišek      | Ksanti           |
| 10     | Kostas Fortunis     | Olympiakos       |
| 10     | Nicolas Diguiny     | Atromitos        |
| 9      | Abiola Dauda        | Atromitos        |
| 9      | Vlad Morar          | Panetolikos      |

Źródło: .

## Stadiony
| AEK Ateny          |
| ------------------ |
| Stadion Olimpijski |
| Pojemność: 69 618  |
|                    |

| AE Larisa         |
| ----------------- |
| AEL FC Arena      |
| Pojemność: 16 118 |
|                   |

| Apollon Smyrnis               |
| ----------------------------- |
| Stadion im. Jeorjosa Kamarasa |
| Pojemność: 14 200             |
|                               |

| Asteras Tripolis                    |
| ----------------------------------- |
| Stadion im. Teodorosa Kolokotronisa |
| Pojemność: 7 442                    |
|                                     |

| Atromitos         |
| ----------------- |
| Stadion Peristeri |
| Pojemność: 10 050 |
|                   |

| Kerkyra          |
| ---------------- |
| Stadion Kerkira  |
| Pojemność: 3 000 |
|                  |

| Lamia                          |
| ------------------------------ |
| Stadion im. Atanasiosa Diakosa |
| Pojemność: 6 000               |
|                                |

| Levadiakos       |
| ---------------- |
| Stadion Levadia  |
| Pojemność: 6 500 |
|                  |

| Olympiakos                        |
| --------------------------------- |
| Stadion im. Jeorjosa Karaiskakisa |
| Pojemność: 32 115                 |
|                                   |

| Panathinaikos                      |
| ---------------------------------- |
| Stadion im. Apostolosa Nikolaidisa |
| Pojemność: 16 003                  |
|                                    |

| Panetolikos         |
| ------------------- |
| Stadion Panetolikos |
| Pojemność: 7 000    |
|                     |

| Panionios          |
| ------------------ |
| Stadion Nea Smirni |
| Pojemność: 11 700  |
|                    |

| PAOK              |
| ----------------- |
| Stadion Tumba     |
| Pojemność: 28 703 |
|                   |

| Janina            |
| ----------------- |
| Stadion Zosimades |
| Pojemność: 7 652  |
|                   |

| Platanias                 |
| ------------------------- |
| Stadion Miejski Periwolia |
| Pojemność: 4 000          |
|                           |

| Ksanti           |
| ---------------- |
| Xanthi FC Arena  |
| Pojemność: 7 244 |
|                  |

Źródło.